# Helvecia
Helvecia è una città dell'Argentina, capoluogo del dipartimento di Garay nella provincia di Santa Fe.